# Régis Jauffret
Régis Jauffret (Marsiglia, 5 giugno 1955) è uno scrittore e drammaturgo francese.
Descritto come scrittore della follia e della crudeltà, mette in scena, in romanzi talvolta ispirati a eventi realmente accaduti, personaggi segnati da "sofferenza, umiliazione, rapporti di dominio, desideri repressi", per lo più in forma di monologhi. 

## Biografia
Régis Jauffret è nato a Marsiglia nel 1955.
Dopo gli studi di filosofia a Aix-en-Provence, si è trasferito a Parigi dove ha scritto monologhi per la radio France Inter e pubblicato articoli sulla rivista Tel Quel.
Dopo aver ricevuto alcuni rifiuti dagli editori, ha esordito nella narrativa nel 1985 con il romanzo Seule au milieu d'elle, al quale hanno fatto seguito una ventina di opere tra romanzi, racconti e pièce teatrali spesso incentrate sui temi della follia, dell'insoddisfazione e dell'ossessione.
Le sue opere sono state insignite di numerosi riconoscimenti tra i quali il Prix Décembre nel 2003 per Univers, univers, il Prix Femina nel 2005 per Asiles de fous e il Prix France Culture-Télérama nel 2007 per Microfictions.

## Opere principali

### Romanzi
- Seule au milieu d'elle (1985)
- Cet extrême amour (1986)
- Sur un tableau noir (1993)
- Stricte intimité (1996)
- Histoire d'amour (1999)
- Clémence Picot (2000)
- Promenade (2001)
- Autobiografia (Autobiographie, 2002),  Firenze Clichy 2022 traduzione di Tommaso Gurrieri
- Univers, univers (2003)
- Asiles de fous (2005)
- L'enfance est un rêve d'enfant (2008)
- Lacrimosa (2008)
- Il banchiere (Sévère, 2010), Firenze, Clichy 2016 traduzione di Giuseppe Girimonti Greco e Maria Laura Vanorio
- Dark Paris Blues (Tibère et Marjorie, 2010), Firenze, Clichy, 2016 traduzione di Tania Spagnoli ISBN 978-88-6799-236-2.
- L'inferno e ritorno (Claustria, 2012), Milano, Piemme, 2014 traduzione di Maria Moresco ISBN 978-88-566-3105-0.
- La Ballade de Rikers Island (2014)
- Cannibali (Cannibales, 2016), Firenze, Clichy, 2017 traduzione di Federica Di Lella ISBN 978-88-6799-410-6.
- Papa (2020), Firenze, Clichy, 2019, traduzione di Tommaso Gurrieri
- Le Dernier Bain de Gustave Flaubert (2021)
- 1889 (Dans le ventre de Klara, 2024), Firenze, Clichy, 2023, traduzione di Tommaso Gurrieri

### Novelle e Racconti
- Giochi di spiaggia (Les jeux de plage) (2002), Firenze Clichy 2022 traduzione di Giuseppe Girimonti Greco e Maria Laura Vanorio
- Microfictions (2007), Firenze, Clichy, 2021 traduzione di Tommaso Gurrieri ISBN 978-88-6799-640-7.
- Ce que c'est que l'amour: et autres microfictions (2009)
- Microfictions 2018 (2018), Firenze, Clichy, 2019 traduzione di Tommaso Gurrieri

### Teatro
- Les gouttes: pièce en un acte (1985)

### Libri d'Arte
- Ho paura di me (J'ai peur de moi) (2002), Napoli, La tela di Partenope, 2004